# Woodlake (Kalifornija)
Woodlake je grad u američkoj saveznoj državi Kalifornija. Prema popisu stanovništva iz 2010. u njemu je živjelo 7.279 stanovnika.